# Lijst van personen uit Cardiff
Deze chronologische lijst van personen uit Cardiff betreft mensen die in deze Britse plaats zijn geboren.

## Geboren in Cardiff

### Voor 1900
- Robert Morton Nance (1873-1959), taalkundige, gespecialiseerd in het Cornisch
- Thomas Lewis (1881–1945), cardioloog
- David Jacobs (1888–1976), atleet
- Martyn Lloyd-Jones (1899-1981), theoloog en predikant

### 1900–1949
- Shirley Bassey (1937), zangeres
- David Broome (1940), springruiter

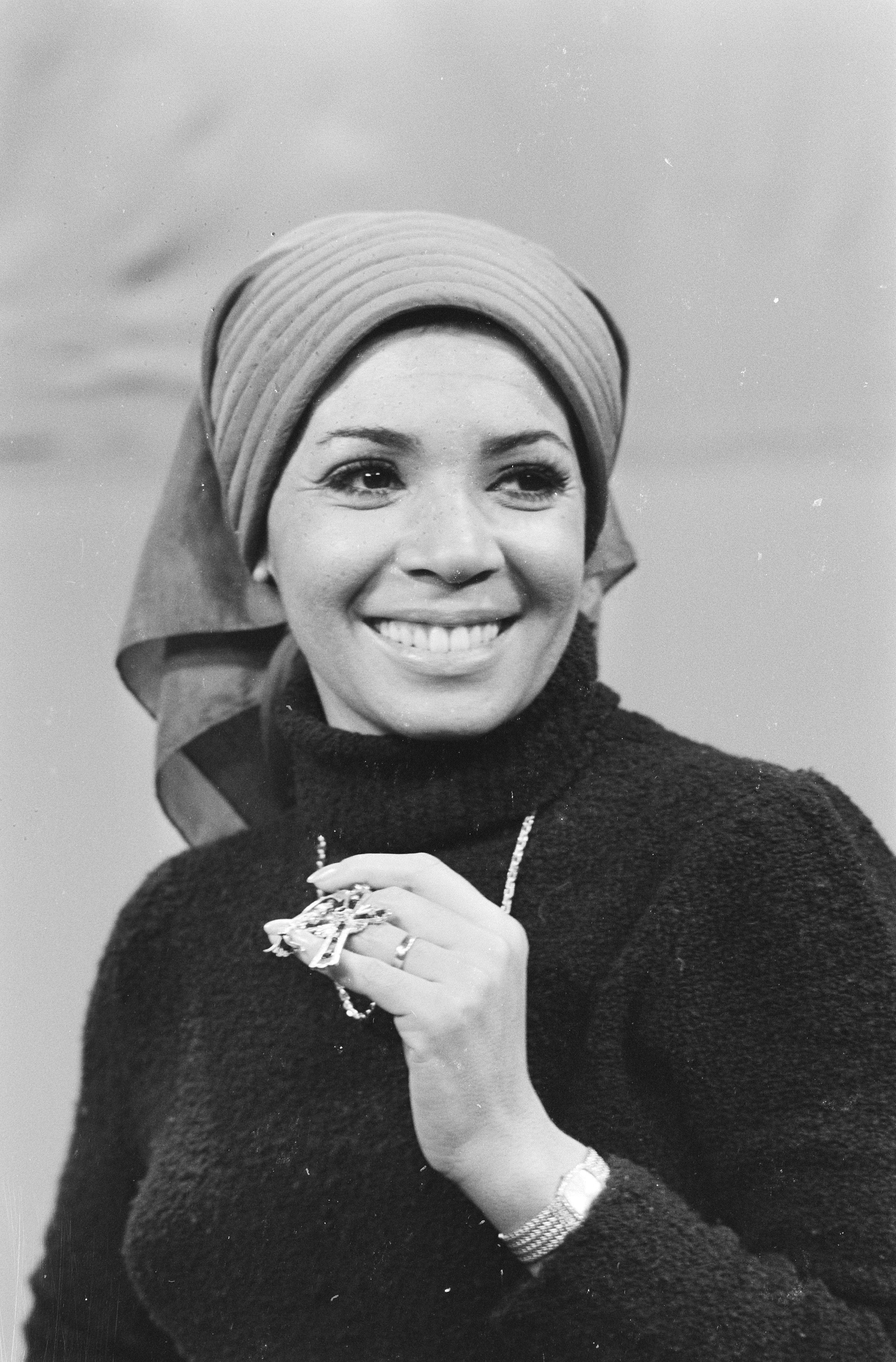
Zangeres Shirley Bassey (1937)

- Brian Josephson (1940), natuurkundige en Nobelprijswinnaar (1973)
- Craig Thomas (1942-2011), thrillerauteur
- Dave Edmunds (1944), rockgitarist, zanger en producer
- Mitch Fenner (1946-2016), turncoach
- Gomer Edwin Evans (1947), musicus en componist
- Blue Weaver (1947), songwriter,pianist en toetsenist (o.a. Amen Corner, Strawbs en Mott the Hoople)
- Shakin' Stevens (1948), popzanger
- Dennis Bryon (1949-2024), drummer
- Ken Follett (1949), schrijver
- John Toshack (1949), voetbaltrainer en voormalig profvoetballer

### 1950–1959
- Terry Yorath (1950), voetballer en voetbalcoach
- Nick Deacy (1953), voetballer
- Griff Rhys Jones (1953), komiek, schrijver, acteur, televisiepresentator en -personaliteit
- Pino Palladino (1957), bassist The Who

### 1960–1969
- Paul Bodin (1964), voetballer
- Colin Jackson (1967), atleet
- Abi Morgan (1968), toneelschrijver en scenarist
- Elvira Out (1968), Nederlands actrice
- Tanni Grey-Thompson (1969), atleet
- Andrew Howard (1969), acteur, filmproducent en scenarioschrijver

### 1970–1979
- Andy Bell (1970), basgitarist (Oasis)
- Nathan Blake (1972), voetballer
- Mathew Pritchard (1973), stuntman en skater
- Donna Lewis (1973), zangeres
- Ioan Gruffudd (1973), acteur
- Ryan Giggs (1973), voetballer
- Matthew Rhys (1974), acteur
- James Fox (1976), popzanger, liedschrijver, pianist en gitarist
- Mali Harries (1976), actrice
- Tom Ellis (1978), acteur
- Craig Bellamy (1979), voetballer
- Honeysuckle Weeks (1979), actrice

### 1980–1989
- Tom James (1984), roeier
- Gerwyn Price (1985), darter
- Perdita Weeks (1985), actrice
- Charlotte Church (1986), zangeres
- Hannah Daniel (1986), actrice
- Geraint Thomas (1986), wielrenner

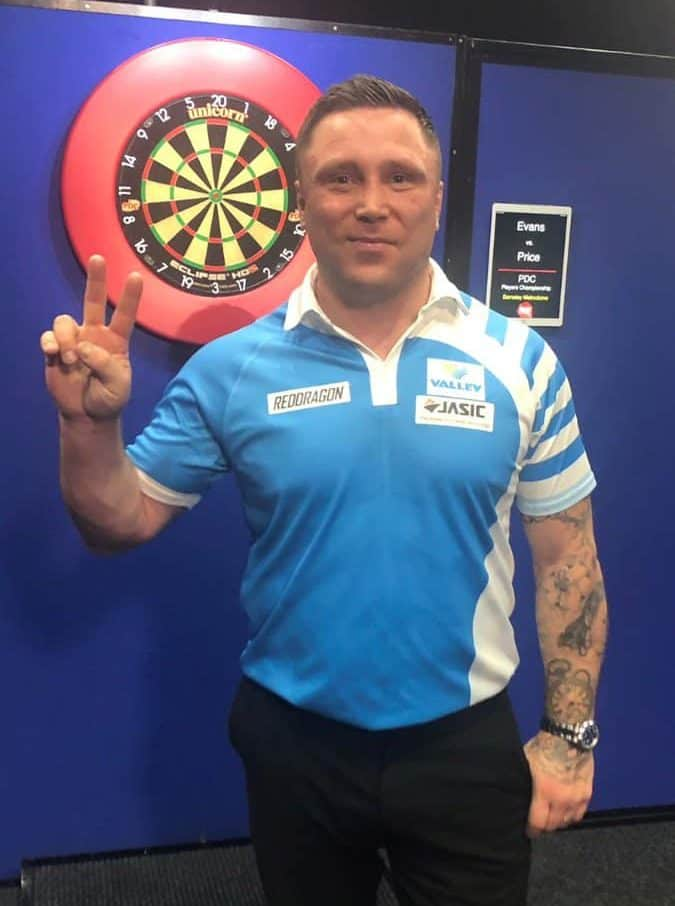
Darter Gerwyn Price (1985)

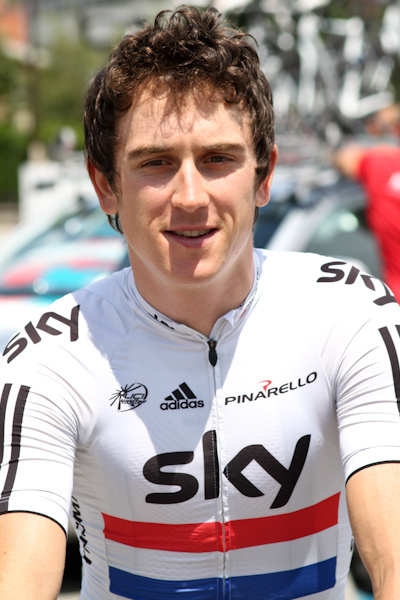
Wielrenner Geraint Thomas (1986)

- David Cotterill (1987), profvoetballer
- Jessica Fishlock (1987), voetbalster
- Joe Ledley (1987), voetballer
- Kayleigh Barton (1988), voetbalster
- Hannah Mills (1988), zeilster
- Gareth Bale (1989), voetballer

### 1990–1999
- Luke Rowe (1990), wielrenner
- Lucie Jones (1991), zangeres
- Elinor Barker (1994), wielrenster
- Matt Parry (1994), autocoureur
- Regan Poole (1998), voetballer

### Vanaf 2000
- Ben Cabango (2000), voetballer
- Ella Powell (2000), voetbalster
- Lily Woodham (2000), voetbalster